# 大雄的恐龍
《哆啦A夢：大雄的恐龍》是藤子·F·不二雄的科幻漫畫《哆啦A梦》的第一部大長篇漫畫，也是第一部哆啦A梦电影作品。
最初在1975年，先有前身的短篇漫畫，刊登於週刊少年Sunday增刊中，內容僅到第一次送嗶龍回上古時代。1980年時，擴充原本的短篇內容，1980年3月15日公映，監督為福富博，在日本票房達15億6000萬日圓、觀眾數320萬人。本作的重製版為2006年《大雄的恐龍2006》。

## 略歷
- 1975年，以短篇的长度《週刊少年Sunday》连载。收录在45卷单行本里的第10卷。小说《獅子與我》（Born Free）被认为是作者创作此篇作品的动机。
- 1979年10月，开始在月刊《龙漫CORO-CORO》发表电影制作。
- 1979年12月，《龙漫CORO-CORO》自1月号起开始以3个月的时间连载大长篇漫画。
- 1980年3月15日大長篇《哆啦A梦》系列电影第一作公映。票房收入15億6000万日圆，观赏人数320万人。并映作品为《摩斯拉對哥吉拉》（1964年公映作品的再上映）。
- 1982年8月14日，以《八寶叮噹》名義在香港及澳門首映至同月26日。
- 1983年大長篇原作連載进行了修改，内容有所增添。
- 1989年無綫電視取得此電影在電視的放映權，並於12月22日在翡翠台播出。
- 1994年改编为音乐剧，并在香港和马来西亚演出。
- 2006年以本作为蓝本的《大雄的恐龍2006》公映。
- 此外，1980年并映的《摩斯拉對哥吉拉》的海报插图是由与藤子有密切关系的同業松本零士所画。

## 主要角色
以下台灣的配音員，為新潮社有限公司大約於1990年代所發行之錄影帶版本（已絕版）。
| 角色                  | 配音員     | 配音員   | 配音員   | 配音員     |
| 角色                  | 日本       | 臺灣     | 英屬香港 | 英屬香港   |
| 角色                  | 日本       | 臺灣     | TVB版本  | 歷紹行版本 |
| --------------------- | ---------- | -------- | -------- | ---------- |
| 哆啦A夢（舊名小叮噹） | 大山羨代   | 于正昇   | 林保全   | 林保全     |
| 野比大雄              | 小原乃梨子 | 馮友薇   | 曾慶珏   | （待考）   |
| 源靜香（舊名宜靜）    | 野村道子   | 李宛鳳   | 孫明貞   | （待考）   |
| 骨川小夫（舊名阿福）  | 肝付兼太   | （待考） | 方煥蘭   | （待考）   |
| 剛田武（舊名技安）    | 立壁和也   | 李英立   | 馮志潤   | （待考）   |
| 野比玉子              | 千千松幸子 | 李宛鳳   | 區瑞華   | （待考）   |
| 野比大助              | 加藤正之   | （待考） | 張炳強   | （待考）   |
| 小夫的媽媽            | 加川三起   | （待考） | 林丹鳳   | （待考）   |
| 胖虎的媽媽            | 青木和代   | 馮友薇   | （待考） | （待考）   |

## 出场人物
| 角色                         | 配音員                                             | 配音員         | 配音員         | 配音員     | 介紹 |
| 角色                         | 日本                                               | 臺灣           | 英屬香港       | 英屬香港   | 介紹 |
| 角色                         | 日本                                               | 臺灣           | TVB版本        | 歷紹行版本 | 介紹 |
| ---------------------------- | -------------------------------------------------- | -------------- | -------------- | ---------- | --- |
| 嗶之助（比助）               | 橫澤啟子                                           | （待考）       | （待考）       | （待考）   | 大雄所孵育出的的雙葉頸龍。性格溫和撒嬌。因為是大雄带大的，因此就像父母一样的怀念大雄。双叶颈龙是海生爬行綱的長頸龍，嚴格来说與恐龍不同。同時，现在的研究认为長頸龍是胎生或卵胎生动物，不通过生蛋来繁殖后代。                        |
| 崖下                         | 川久保潔                                           | 李英立         | （待考）       | （待考）   | 因大雄弄髒了他的汽车和院子，所以叫他挖洞埋垃圾，但因此讓他偶然发现了恐龙蛋化石。名字第一次出现在「（《龙漫CORO-CORO》）剧场版动画哆啦A梦 大雄与动物行星」所刊载的报導「剧场版哆啦A梦大事典 」。                                     |
| 黑衣男子（香港無綫：黑衣人） | （待考）                                           | 加藤精三       | 馮永和         | （待考）   | 从未来世界来打算买恐龙的非法狩猎者。为德尔曼斯坦服务。 |
| 德尔曼斯坦                   | 島宇志夫                                           | （待考）       | 盧國權         | （待考）   | 24世紀（2314年）住在巨大城市里的大富豪，有收集恐龙的爱好。为了得到「与人亲近的恐龙」比助而雇佣黑衣男子。又名德尔曼（见《龙漫CORO-CORO》剧场版动画《哆啦A梦》）。在《2112年哆啦A梦的诞生》與《大雄的恐龙2006》里也有出场，名为「」。 |
| 時間巡邏隊                   | 加藤正之（隊長） 井上和彥（隊員） 宮村義人（隊員） | 李英立（隊長） | 林保全（隊長） | （待考）   | 逮捕時間和空間犯罪者的部隊。在任何時間和地点活動。 |

## 登場道具
- 時間包巾
- 成長促進劑
- 縮小燈
- 時光機
- 時光電視
- 換衣相機
- 海底旅遊工具
- 竹蜻蜓
- 放大燈
- 萬能加工迷你工場
- 露營膠囊
- 桃太郎飯團
- 遙控黏土
- 立體複印紙
- 交通安全護身符
- 穿透環
- 迴避斗篷

## 舞台
- 一億年前的白堊紀北美西海岸
- 公園的水池
- 大雄的家

## 劇情概要
小夫炫耀自己家的暴龍趾骨化石。大雄眼紅並信口開河表示要找大整架恐龍化石，否則便用鼻子吃義大利麵。於是，他便在家中翻出了些爸爸以前有關恐龍化石的舊書籍。後來他在附近的斷層挖到一枚恐龍蛋的化石，並以時光布還原之後得到一隻雙葉頸龍（這是一種蛇頸龍、其實不算恐龍），並以叫聲將之命名為「嗶之助」。很快大雄和牠成為好朋友，但因牠越長越大且被人發現，故大雄決定將牠送回白堊紀時代。可是，後來卻發現將牠錯送到上古的北美洲。於是，大雄一行人乘時光機再次回到恐龍時代，但途中被欲搶嗶之助的神秘人追擊，一群人跌跌撞撞的來到白堊紀時代的北美洲後，卻發現時光機因而故障，使大家必須靠自己沿著古陸塊回到日本。
經過長時間的冒險，神秘人物再度出現希望獲得嗶之助，原來是未來的違法恐龍獵人，要獲得嗶之助賣錢，要大雄一行以交出嗶之助為條件，換取將他們用時光機送回家。大雄最後決定則想辦法奪取時光機，但途中被發現而使靜香、小夫、胖虎被抓，哆啦A夢和大雄趕往援救卻進入陷阱，他們被放在基地中的恐龍競技場中，恐龍獵人放出霸王龍，在可能被吃的千鈞一髮下，原來該霸王龍是吃過桃太郎飯團的霸王龍，因此在暴龍的協助下反敗為勝，又配合趕到的時光巡邏隊打敗了恐龍獵人。最後在時光巡邏隊的幫助下，將嗶之助帶回牠的故鄉，同時也將眾人送返20世紀。

## 工作人员
- 導演：福富博
- 聯合編劇：藤子·F·不二雄、松岡清治
- 演出助手：安藤敏彥
- 布景：芝山努
- 動画檢查：小林正義
- 作畫指導：本多敏行
- 美術指導：川本征平
- 助理美術指導：工藤剛一
- 色彩指定：野中幸子
- 特殊效果：土井通明
- 攝影指導：三澤勝治（J.S.C）
- 剪接：井上和夫、森田清次
- 錄音總監：浦上靖夫、大熊昭
- 音效：柏原滿
- 整音：中戶川次男
- 原創音樂：菊池俊輔
- 音樂總監：池田久雄
- 監修：楠部大吉郎
- 製作担当：佐久間晴夫
- 製作事務：山本有子、小澤一枝、千葉明美、別紙博行、真田芳房
- 製作進行：田村正司、塚田庄英、藤澤一夫、井上修、木村和市、志水貴美子
- 監製：楠部三吉郎、別紙壯一
- 製作協力：朝日電視台、旭通信社
- 製作：シンエイ動画、小学馆

## 主題歌
| 歌曲               | 作詞     | 作曲     | 演唱                                                                           |
| ------------------ | -------- | -------- | ------------------------------------------------------------------------------ |
| 「在你的口袋中」（ | 武田鐵矢 | 菊池俊輔 | 大山羨代、Young Fresh（日版）／林保全（港版））。片头曲是《我是哆啦A梦》（ぼくドラえもん）。 |

## 原作与电影不同的地方
虽然与原作相比，电影变更的部分较少，但仍有以下不同：
- 时光机暴走的描写。
- 原作里大雄发现恐龙蛋后请小夫来看，电影里没有。
- 大雄没有哭著央求哆啦A梦给他能用鼻子吃意大利麵的道具。
- 白堊纪与比助再会地点的地形。
- 在电影里当大雄等露营时，因为胖虎唱歌而把霸王龙招来了，但在原作里没有。
- 在原作里是一人一个冒险舱，在电影里变成大雄与哆啦A梦共用一个。
- 原作里大雄打算写冒险日记，但因不会写「冒险」二字而作罢。在电影里则一直有写。
- 原作里在翼龙的袭击过程中因为大雄的救助而让胖虎得以捡回一命。因此胖虎决定与大雄一起走回日本。但在电影版里这些内容完全被删除（在大雄的恐龍2006里又出现了）
- 在原作里，大雄和哆啦A梦从瀑布下跌落后，因为戴了交通安全护身符才得以平安，但在电影里没有描写。（在大雄的恐龍2006里又出现了）但是，此后恢复意识的内容则有增加。
- 原作里，大雄和哆啦A梦独自闯入狩猎者的基地，而没有带上比助。但在电影里，大雄把比助缩小后放入自己的口袋中，一同闯入基地。(在大雄的恐龍2006中與原作一樣，並沒有帶上比助)而且，大雄等进入基地的描写较原作更鲜明。

## 小知識
在收录为单行本的时候，与原先的杂志连载版相比增加修正了多处内容。此后的大长篇作品虽然收录时也有增加修改内容，但以该本为最。在杂志连载版中，「哆啦A梦对一亿年时光的说明」「爬行动物和哺乳动物的解说」「因为自己的想像一度吓晕过去的小夫和保护静香的大雄」等场面都不存在。反过来杂志版里有恐龙猎人的木船登陆的场面，但在单行本里被小艇替换。同时，也有一些对白有小幅更改修正，例如在火山口时被霸王龙袭击的场面中，霸王龙的名字在杂志连载版里是，而在单行本里变成。这些杂志连载版与单行本版的不同，可以在2006年出版「彩色特别版《哆啦A梦：大雄的恐龍》」里得到確認。
在劇本的草稿裡（上）出木杉也有登場，也参加了在1億年前的冒險，不過在完成后的電影里完全没有出木杉的登场，见《大雄的恐龍》里出木杉登场的画面
史蒂芬·史匹柏在当时恰好访问日本，并观赏了这部电影（他同时观赏的还有哥斯拉）。另外，有传言该电影深受「E.T.」的影响。小学馆发行的《藤子·F·不二雄的世界》（1997年）也有提及，但并无明显指出。
在早期的另外一部短篇里，曾经有大雄和哆啦A梦以娱乐为目的进行狩猎恐龙的故事。但在这个电影里狩猎恐龙则是邪恶的行为。宮崎峻在對談中认为这大概是說因為初期没有很好理解作品所产生的矛盾。